# Аблов Євгеній Валерійович
Євге́ній Вале́рійович А́блов (нар. 10 березня 1972) — колишній український суддя, заступник колишнього голови Окружного адміністративного суду Києва Павла Вовка.

## Кар'єра
1996 — старший помічник прокурора Жовтневого району Одеси, працював у Одеській обласній прокуратурі, прокуратурі Шевченківського району Києва, районній прокуратурі Кривого Рогу. З 2010 року працював у Окружному адміністративному суді Києва.
У квітні 2019 року Аблова було тимчасово відсторонено від роботи. У грудні 2019 року Аблову було винесено сувору догану з позбавленням доплат на три місяці, але при цьому Вища рада правосуддя відмовилася його звільнити.
25 квітня 2022 року Аблов через ВРП хотів піти у відставку і уникнути звільнення для збереження державних виплат. При цьому, Аблова у ВАКС обвинувачували в корупційних злочинах.

## Скандальні справи

### Розгін Євромайдану
9 грудня 2013 року за кілька годин розглянув та задовольнив позов громадянина, якому барикади на Майдані під час Революції гідності перешкоджали пересуватися містом. Аблов зобов'язав МВС та КМДА розблокувати дороги та вулиці, де проходили протести, після чого підрозділ Беркут та міліція почали спроби розгону протестувальників у ніч проти 11 грудня 2023 року.
У травні 2017 року Друга дисциплінарна палата Вищої ради правосуддя вирішила, що вона не має підстав для звільнення судді Аблова у зв'язку такими рішеннями.

### Оборудка зі службовою квартирою
2010 — переїхав з Одеси до Києва. 2013 року Аблов із чотирма іншими суддями отримав квартиру площею 141 м² для службового використання. За словами Аблова, гуртожитків для проживання не було, тож він попросив квартиру.
Після цього Албов із колегами подав позов на свого керівника, суддю Павла Вовка (голову Окружного адмінсуду Києва). Від Вовка вимагали, щоб він звернувся до районної адміністрації Києва, щоб вони виключили їх службові квартири із переліку службових через те, що квартири начебто не мали ремонту, а ремонтувати державне житло судді не хотіли, тож вимагали передати його у приватну власність. Суд протягом 10 днів задовольнив цей позов, хоча за законом судді мали пропрацювати у суді принаймні 10 років, перш ніж отримати можливість приватизувати службове житло.
26 грудня 2013 року отримав свою службову квартиру у постійне користування. 2015 року приватизував її і наступного року продав за 9,1 млн грн. Пояснив продаж поверненням до Одеси через «настирливість журналістів» у Києві.

### «Рюкзаки Авакова»
10 липня 2017 року виніс рішення про законність процедури торгів «рюкзаками Авакова».

### Підозра у справі про захоплення влади
Павло Вовк, Аблов та Валерій Келеберда є фігурантами справи щодо створення злочинної організації з метою захоплення державної влади. За даними слідства, вони хотіли встановити контроль над Вищою кваліфікаційною комісією суддів, Вищою радою правосуддя, створивши перешкоди їхній роботі. ВАКС мав обрати Аблову запобіжний захід, але той не з'явився у суді. Після цього суд ухвалив примусовий привід Аблова на засідання 15 вересня 2021 року.

## Родина
- Мати — Валентина Аблова.
- Колишня дружина (до 05.04.2014) — Юлія Аблова, з 1998 по 2016 пропрацювала в прокуратурі, далі була суддею Комінтернівського суду Одеської області[15].
- Сини:
  - Іван[16], підозрюється вбивстві 1 січня 2024 року, 15.01.2024 здався поліції і до 24.03.2024 був під вартою без можливості застави[17].
  - Ілля Аблов
  - Матвій Аблов[2][18]
- Брат Аблов Федір Валерійович, з 04.07.2016 очолює державне підприємство «Дослідне господарство „Мирнопільське“ ІСГ Причорномор'я» НААН України.

## Власність сім'ї
У власності родини Аблова:
- квартира в Одесі площею 144 м² (на проспекті Шевченка, 12/2)
- ще одна квартира в Одесі площею 144 м².
- триповерховий дачний котедж площею 274 м², придбаний 2013 року, розташований на території Дальницької сільради у масиві «Золотий бугаз».

2016 року в користуванні сім'ї був автомобіль Porsche 2012 р.в.
Син судді Іван Аблов, 1996 р.н., 2017 року під час навчання у виші, зареєстрував автомобілі Toyota Land Cruiser 200 та Porsche Panamera (2012).